# Andreas Hille
Andreas Hille (ur. 17 marca 1955) – niemiecki skoczek narciarski, który występował w 1979 w reprezentacji NRD.
W sezonie tym wziął udział w konkursie skoków narciarskich na mistrzostwach świata w lotach narciarskich w Planicy, w których zajął 4. miejsce. Ponadto zwyciężył w Oberstorfie w zawodach lotów narciarskich rozgrywanych w ramach Tygodnia Lotów Narciarskich.
Po zakończeniu kariery sportowej zaczął pracować w VSC Klingenthal jako instruktor wychowania fizycznego, specjalność skoki narciarskie. W klubie tym powierzono mu również funkcję wiceprezydenta ds. sportu wyczynowego.

## Mistrzostwa świata w lotach
- Indywidualnie
  - 1979 Planica (YUG) – 4. miejsce